# José Garriga Buach
José Garriga Buach (San Pedro Pescador, Alto Ampurdán, 1777 - Elna, Rosellón, circa 1820?) fue un químico, médico y cirujano español de los siglos XVIII y XIX. Participó en la  Asamblea de Bayona y fue un firme partidario de la monarquía de José Bonaparte, quien lo nombró en marzo de 1809 Comisario Regio para Cataluña. Junto con Tomàs Puig fue uno de los miembros más destacados de los escasos afrancesados catalanes.

## Biografía
Después de graduarse en farmacia en Barcelona, estudió medicina en la universidad de Montpellier. En mayo de 1808 fue nombrado por el mariscal Joachim Murat, lugarteniente de Napoleón en España, representante de Cataluña en la Asamblea de Bayona que aprobaría el Estatuto de Bayona, ley fundamental de la monarquía de José I Bonaparte. Allí defendió los derechos de Cataluña. En marzo de 1809 fue nombrado por José I Comisario Regio para Cataluña. Entró en territorio catalán vía Perpiñán, ya que entonces no había comunicación directa con Madrid, y se estableció en Figueras, pero no pudo extender su precaria autoridad más allá del Ampurdán ya que no obtuvo la colaboración de las autoridades militares francesas, que se contentaban con organizar meros actos protocolarios de juramento a José I. A pesar de todo llegó a organizar partidas para perseguir a las guerrillas y a los bandoleros, que acabaron siendo más peligrosas que estos. Tras la salida de España de José I en junio de 1813 y el fin de la Cataluña napoleónica se exilió en Francia donde, eclipsado por Tomàs Puig, moriría olvidado de todos.